# Стерлингский профессор

Логотип Йельского университета

Стерлингский профессор (англ.  Sterling Professor) — многочисленная именная профессура в Йельском университете, является самым высоким учёным званием в университете для штатных преподавателей и научных сотрудников.
Учреждена по имени и на деньги Джона Уильяма Стерлинга (1844—1918) — выпускника Йеля 1864 года, нью-йоркского корпоративного юриста, одного из крупнейших жертвователей Йельского университета.
Первым стерлингским профессором был избран химик Джон Джонсон в 1920 году.

## Джон Уильям Стерлинг и его завещание

### Биография

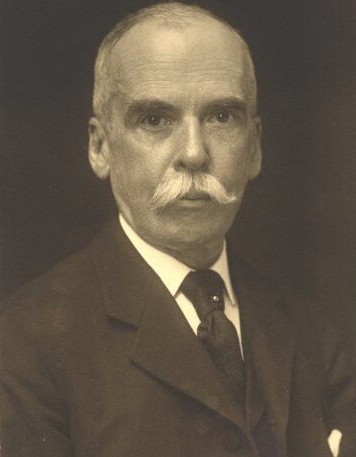
Джон Уильям Стерлинг

Джон Уильям Стерлинг родился в Стратфорде, штат Коннектикут. В 1864 году окончил Йельский университет со степенью бакалавра, был членом общества Череп и Кости. Через три года был принят в коллегию адвокатов. Учился в юридической школе Колумбийского университета, где в 1874 году получил степень магистра, а в 1893 году доктора юридических наук.
С 1873 года партнер в нью-йоркской юридической фирме Shearman & Sterling, клиентами которой были семья Рокфеллеров и Standard Oil, Генри Форд, Джей Гулд.
Похоронен на кладбище Вудлон.

### Завещание
По завещанию Стерлинга, все деньги, полученные от продажи его недвижимости, были переданы Йельскому университету, для строительства «по крайне мере одного прочного, полезного и архитектурно красивого здания, в котором будет воплощена его любовь к своей альма-матер» и создания именной профессуры в университете.
В результате университет получил около 18 млн долларов (эквивалент на 2011 год более 200 млн долларов). В то время это была самая крупная сумма, когда-либо пожертвованная высшему учебному заведению. На эти средства в Йельском университете были построены несколько зданий (в том числе, здание Мемориальной библиотеки Стерлинга) и учреждена многочисленная именная профессура (27 постоянно существующих профессорских должностей).

## Список некоторых стерлингских профессоров

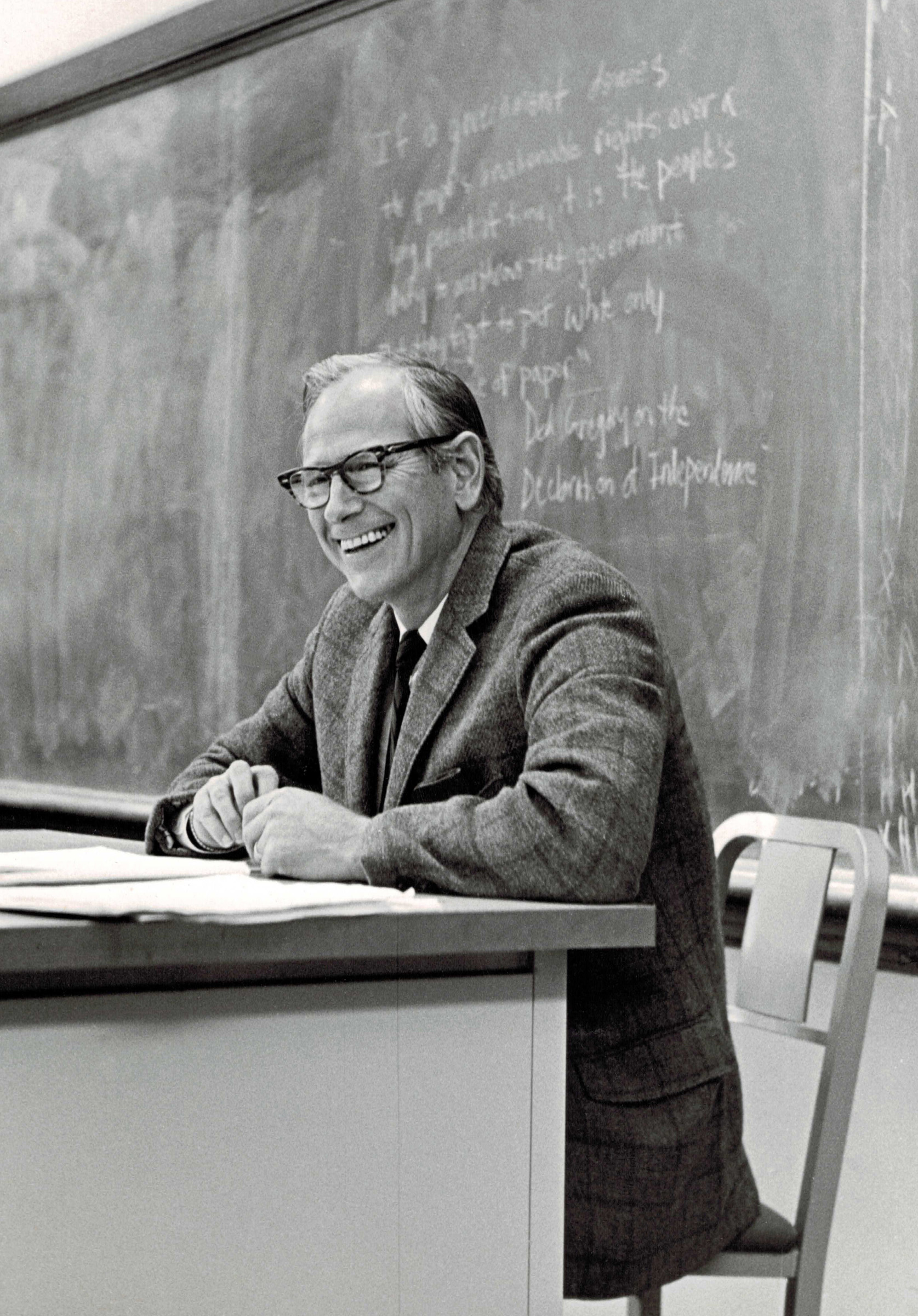
Роберт Даль

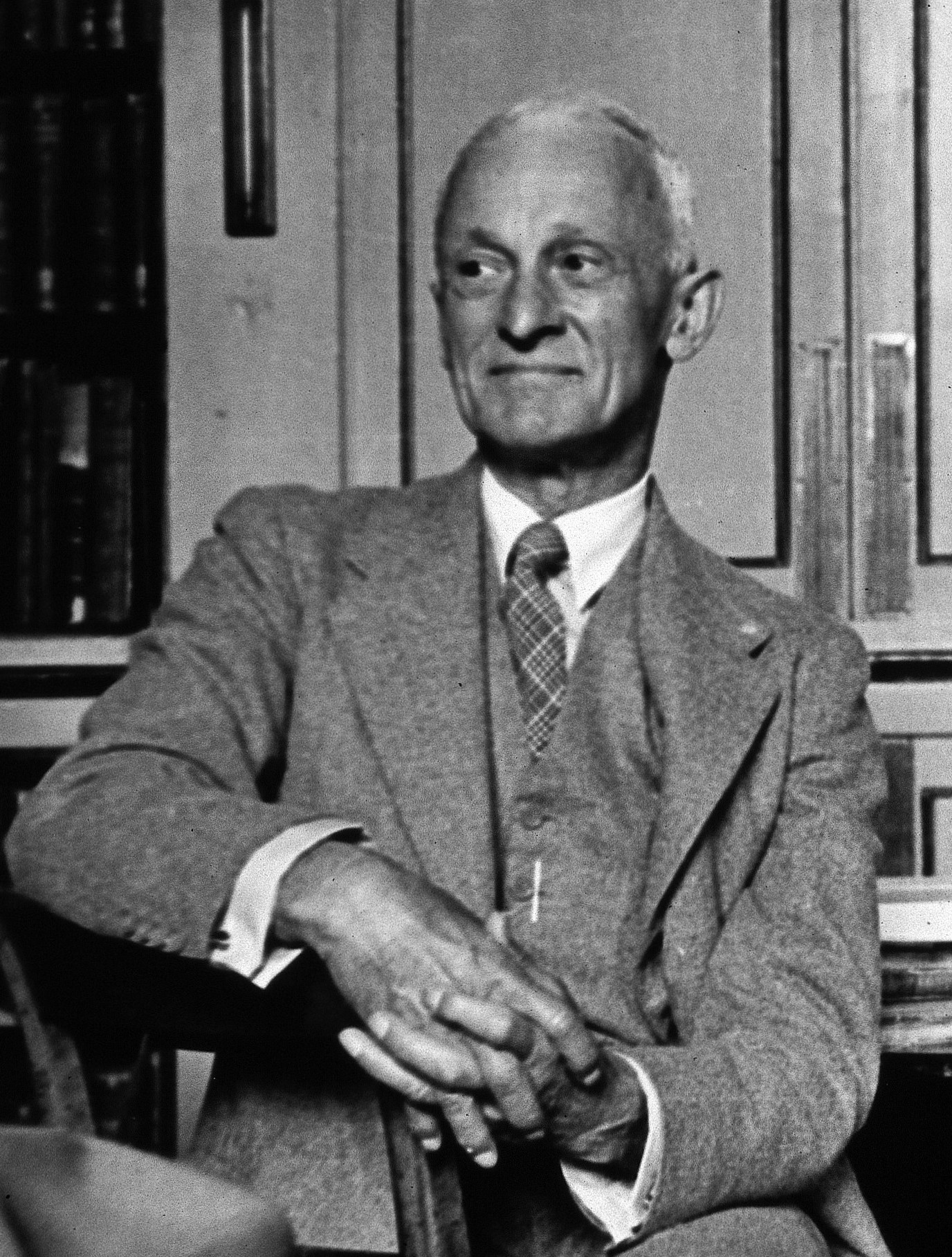
Харви Кушинг

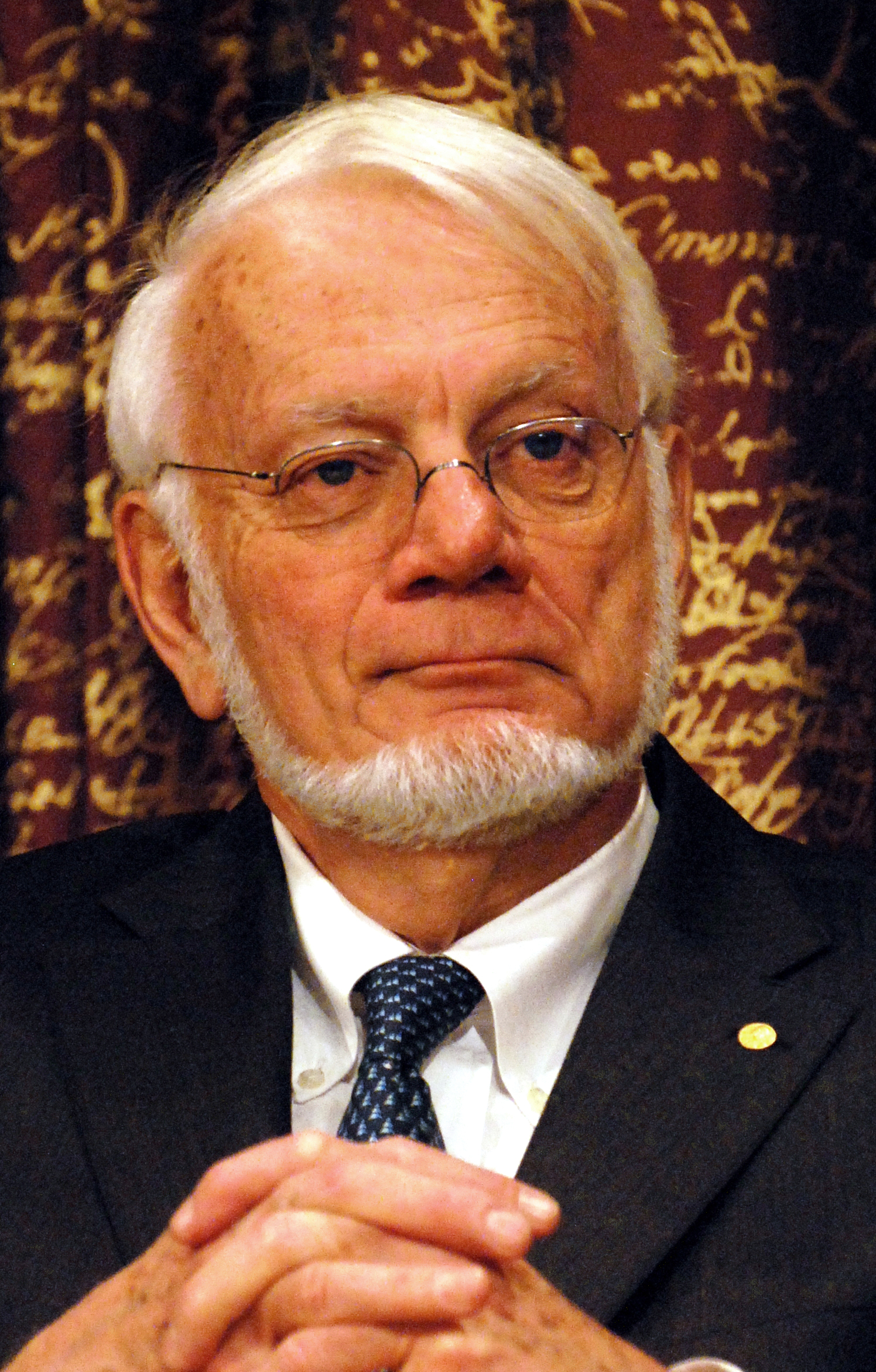
Томас Стейц

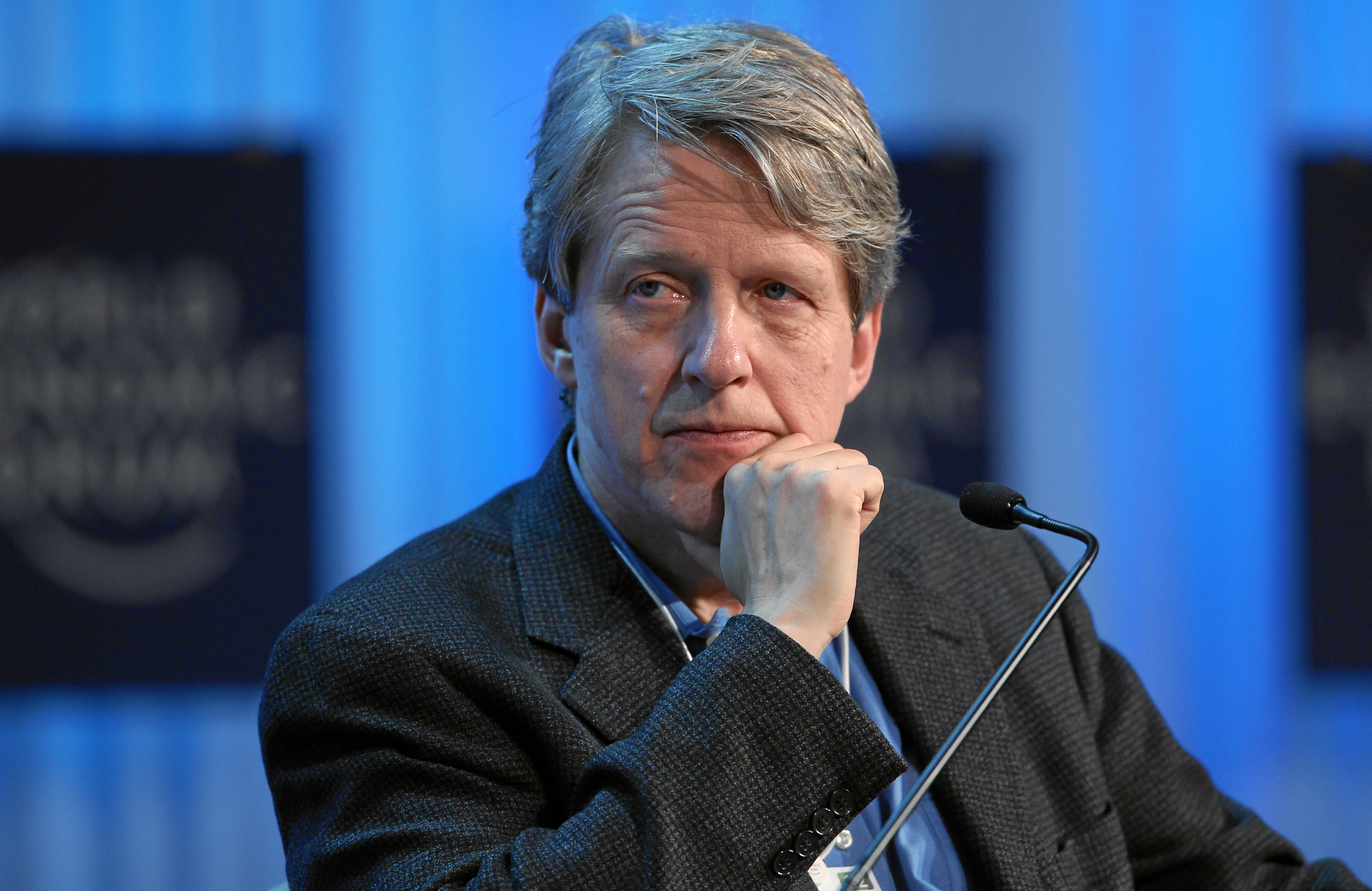
Роберт Шиллер

- Ауэрбах, Эрих — немецкий филолог, историк романских литератур
- Бемис, Сэмюэль Флэгг — американский историк и биограф
- Блум, Харольд — американский историк и теоретик культуры, литературный критик
- Блумфилд, Леонард — американский лингвист, один из основателей дескриптивного направления структурной лингвистики
- Браун, Эрнест Уильям — британский математик и астроном
- Гаррисон, Росс — американский биолог, врач, эмбриолог, совершивший одно из важнейших открытий в истории медицины — метод культивирования тканей, то есть выращивание живых клеток в лабораторных условиях
- Гей, Питер — американский историк европейской культуры и общественной мысли
- Даль, Роберт — американский политолог и социолог
- Дуглас, Уильям Орвилл — американский юрист и политик, член Верховного суда США
- Каган, Дональд — американский историк, известен своей четырёхтомной историей Пелопоннесской войны
- Кирквуд, Джон Гэмбл —  американский физик-теоретик и химик
- Кублер, Джордж — американский историк искусства, специалист по доколумбовой Америке
- Кушинг, Харви — американский нейрохирург и пионер хирургии мозга
- Линц, Хуан — американский политолог
- Ман, Поль де — американский философ бельгийского происхождения
- Мандельброт, Бенуа — французский и американский математик, создатель фрактальной геометрии, лауреат премии Вольфа
- Нордхаус, Уильям — американский экономист
- Олтмен, Сидни — канадский и американский молекулярный биолог, лауреат Нобелевской премии по химии 1989 года
- Оре, Ойстин — норвежский математик, специалист в области алгебры, теории чисел и теории графов
- Паладе, Джордж — американский биолог, лауреат Нобелевской премии по физиологии и медицине 1974 года
- Пеликан, Ярослав — американский историк христианства
- Прокош, Эдвард — американский лингвист венгерского происхождения
- Робинсон, Абрахам — американский математик, создатель «нестандартного анализа»
- Розенталь, Франц — немецкий и американский востоковед, специалист в области семитских языков, арабской литературы
- Росс, Стивен Алан — американский экономист
- Ростовцев, Михаил Иванович — русский и американский историк античности
- Сепир, Эдуард — американский лингвист и этнолог
- Спенс, Джонатан — английский историк, специалист по Китаю
- Спикмэн, Николас Джон — американский геополитик голландского происхождения
- Стейц, Томас — американский учёный-кристаллограф, лауреат Нобелевской премии по химии 2009 года
- Тобин, Джеймс — американский экономист, лауреат Нобелевской премии по экономике 1981 года
- Уэллек, Рене — американский литературовед, автор 8-томной Истории современного литературоведения и литературной критики
- Феллнер, Уильям Джон — американский экономист
- Филлипс, Питер Чарльз Бонест — новозеландский экономист
- Халл, Кларк Леонард — американский психолог
- Хатчинсон, Джордж Эвелин — англо-американский зоолог
- Ховланд, Карл Ивер — американский психолог
- Хорвич, Артур — американский учёный области биохимии и цитологии
- Христакис, Николас — греко-американский социолог, биолог и врач
- Хэвлок, Эрик Альфред — британский филолог-классик
- Чайлдс, Бревард — американский богослов, профессор
- Шапиро, Иэн — американский политолог южноафриканского происхождения
- Шиллер, Роберт — американский экономист, лауреат Нобелевской премии по экономике 2013 года
- Шульман, Гарри — американский экономист, арбитр, декан Йельской школы права